# Oschiri
Oschiri é uma comuna italiana da região da Sardenha, província de Sassari, com cerca de 3.749 habitantes. Estende-se por uma área de 215 km², tendo uma densidade populacional de 17 hab/km². Faz fronteira com Alà dei Sardi, Berchidda, Buddusò, Ozieri, Pattada, Tempio Pausania, Tula.

## Demografia
| Variação demográfica do município entre 1861 e 2011                               |
|                                                                                   |
| Fonte: Istituto Nazionale di Statistica (ISTAT) - Elaboração gráfica da Wikipedia |